# Ségolène Royal
Ségolène Royal (; n. 22 septembrie 1953, Ouakam⁠(d), Regiunea Dakar, Senegal) este o politiciană franceză, candidată la alegerile prezidențiale din Franța în 2007, sub investitura Partidului Socialist.

## Alegerile prezidențiale din 2007
În primul tur de scrutin, desfășurat pe 22 aprilie, a obținut 25,87% din voturi și s-a clasat astfel pe locul al doilea, după Nicolas Sarkozy, care a fost votat de 31,18% din alegători. A pierdut alegerile în al doilea tur, obținând doar 46,94% din sufragii.

## Viața personală
A fost timp de peste 30 de ani partenera de viață a colegului său de partid François Hollande, pe care l-a cunoscut în facultate și cu care are patru copii. Cei doi s-au despărțit în 2007.

## Conexiuni cu Wikipedia
A elogiat o personalitate fictivă descrisă pe Wikipedia franceză intr-un articol farsă: Léon-Robert de L'Astran.